# Курбанов Руслан Ельдарович
Курбанов Руслан Ельдарович (азерб. Ruslan Qurbanov, нар. 12 вересня 1991, Ставрополь) — азербайджанський футболіст, нападник збірної Азербайджану та клубу «Габала».

## Клубна кар'єра
Народився 12 вересня 1991 року в місті Ставрополь. Вихованець місцевого клубу «Динамо» та ростовського ФК «Ростов» в якому дебютував і на дорослому рівні в 2008.
З 2008 по 2009 на правах оренди виступав за клуби «Ніка» та «Таганрог».
У 2010 уклав контракт з азербайджанським клубом «Нефтчі» (Баку). У складі бакінців відіграв 66 матчів. За час знаходження в складі «Нефтчі» тричі опинився в оренді, виступаючи за клуби «Сумгаїт» та «Карабах», а також хорватський клуб «Хайдук» (Спліт).

## Виступи за збірні
Протягом 2010–2012 років залучався до складу молодіжної збірної Азербайджану. На молодіжному рівні зіграв у 6 офіційних матчах, забив 1 гол.
У 2015 році дебютував в офіційних іграх у складі національної збірної Азербайджану. Наразі провів у формі головної команди країни 12 матчів, забивши 1 гол.

## Титули і досягнення
- Чемпіон Азербайджану (1):

«Нефтчі»: 2010-11
- Володар Кубка Азербайджану (1):

«Нефтчі»: 2013-14